# 埃斯特雷马杜拉大学

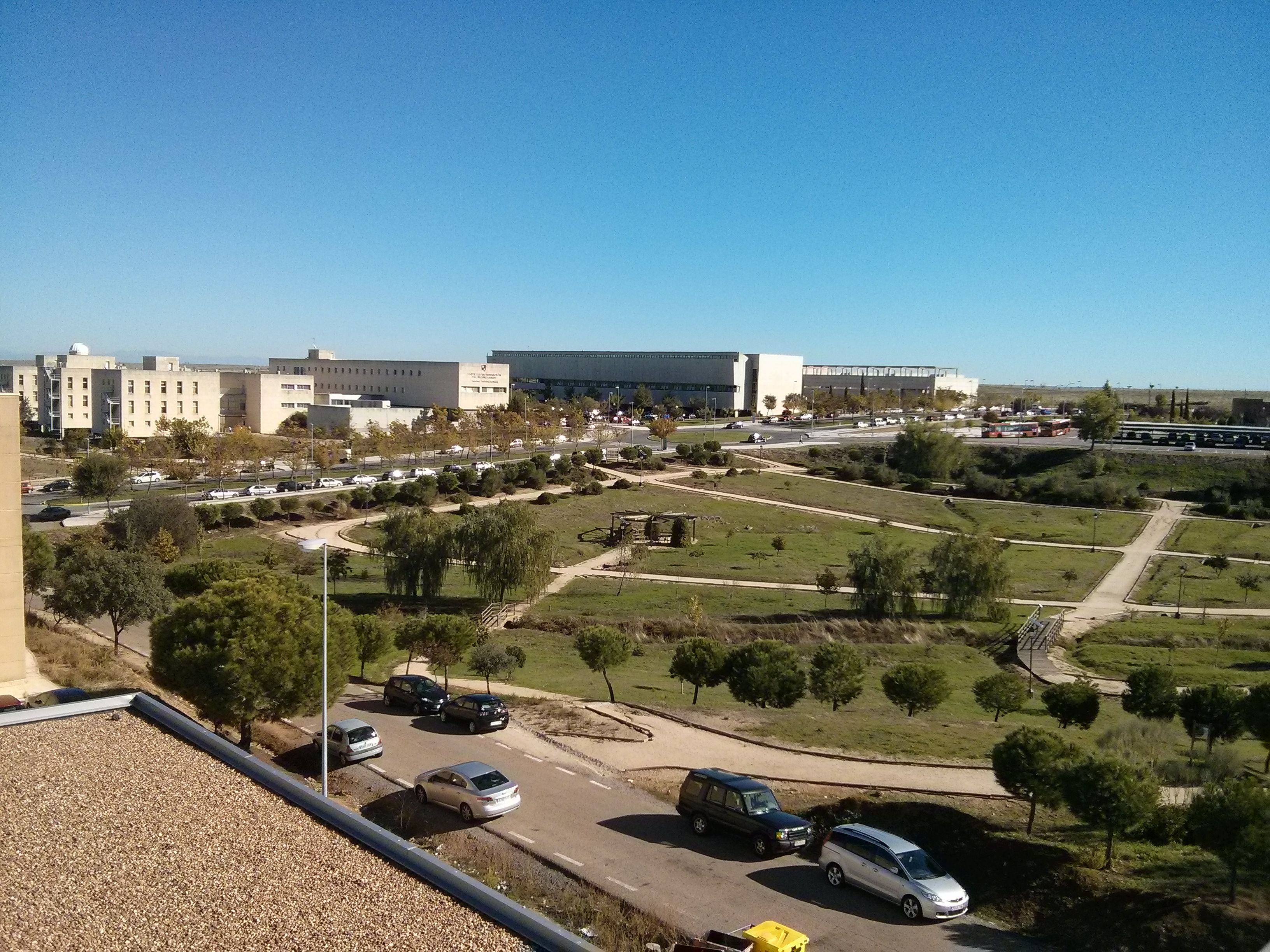
卡塞雷斯校区

埃斯特雷马杜拉大学（西班牙語：Universidad de Extremadura，缩写UEX）是位于西班牙埃斯特雷马杜拉自治区的一所公立大学。

## 简介
埃斯特雷马杜拉大学于1973年由西班牙教育科学部的法令正式设立。是西班牙G9大学联盟成员之一。
学校开设有专科、本科、硕士和博士课程和学位授予点，以食品专业见长。

## 校区
埃斯特雷马杜拉大学有四个校区：
巴达霍斯校区
- 理学院（数学，化学，物理，化学工程，生物，环境科学，生物技术，酿酒学）
- 工业工程学校（工业工程，材料工程，电子工程，生物医学工程，可再生能源，机械工程，电气工程）
- 经济科学学院
- 教育学院
- 医学院

卡塞雷斯校区
- 法学院
- 兽医学院
- 体育科学学院
- 师范学院
- 护理和理疗学院
- 理工学校
- 文学院
- 工商与旅游学院

梅里达校区
- 提供五个学士学位：工业设计工程，电信工程，信息技术，地理信息技术，护理（与梅里达医院合作项目）

普拉森西亚校区
- 提供林业工程，足病学和经管学位。

## 虚拟校园
埃斯特雷马杜拉大学虚拟校园（CVUE）是基于远程教育的在线课程。